# Sevenoaks School
Die Sevenoaks School ist eine englische, koedukative und unabhängige Internatsschule, gelegen im Zentrum von Sevenoaks, Kent, Großbritannien.

## Beschreibung
Im Jahre 1432 gegründet, ist sie die älteste allgemeinbildende Schule in England. Sie wird von fast 1.000 Tages- und Internatsschülern im Alter von 11 bis 18 Jahren besucht, davon sind etwa ein Drittel Internatsschüler. Die Schüler kommen aus über 35 Ländern.
Der Schulcampus ist ein 40.468,5 m² großes Gelände, angrenzend an den Knole Park, und liegt circa eine halbe Stunde von London entfernt. Die Anzahl von Mädchen und Jungen ist ausgeglichen. Die aktuelle Schulleiterin ist Jesse R Elzinga.
Als visionäre und innovative Institution genießt sie auch international einen hervorragenden Ruf. Sie ist führend in Bildung und war ein Wegbereiter für internationale Schüler seit den 1960ern. Sevenoaks ermutigt ihre Schüler, alle Chancen wahrzunehmen, die sie bietet. Trotz der Betonung von Internationalität und Innovation bewahrt sie ihre starke Bindung an die örtliche Gemeinde und einige ihrer historischen Traditionen wie zum Beispiel das Sevenoaks Festival oder Konzerte in der Mittagspause. Diese Traditionen reichen bis in die 1960er Jahre zurück.
1999 kam sie in die Schlagzeilen, weil sie die erste bedeutsame Schule in England wurde, die fast vollständig von dem Abschluss A-Level auf das International Baccalaureate (IB) umstellte. Sie war ein Mitglied der G20 School-Gruppe. 
Am College werden Latein und Altgriechisch unterrichtet.

## Geschichte
1432 stiftete William Sevenoke die Schule als Teil seines letzten Willens und Testaments. Es war eine klassische Erziehung für Jungen aus der Stadt vorgesehen, frei von kirchlichen Einrichtungen.
Die Schule umfasste kleine Gebäude rund um die Stadt (in den 1730er Jahren sogar außerhalb der Stadt), bis ein dauerhaftes Schulgebäude 1730 nach den Plänen von Lord Burlington, einem Freund des damaligen Schulleiters Elijah Fenton, gebaut wurde.
Im Jahre 1884 wurde James Birkett als Schulleiter eingestellt. Birketts Vision war es, aus Sevenoaks eine erstklassige Schule zu machen. Er startete seine Neuerungen durch die Reduktion der Anzahl der Plätze für Schüler aus der Stadt und erweiterte die Internatsschule. Als er in den 1890ern in den Ruhestand ging, hatte die Schule über 100 Jungen. Sein Modell wurde von George Heslop fortgeführt, welcher die damalige Höchstanzahl von 134 Jungen festsetzte. Nach ihm kam G. A. Garrod. 1919  eröffnete Frau Garrod, die Frau des Schulleiters, eine neue Schule für jüngere Jungen.
1924 wurde James Higgs-Walker neuer Schulleiter. Higgs-Walker führte Tagesschulen ein, weitete den Schulsport und die außerschulischen Aktivitäten aus und schaffte die enorme Ausweitung der Schule mit Hilfe des besten Stifters seit dem Gründer, Charles Plumptre Johnson, der als ein Gouverneur von 1913–1923 und Präsident von 1923 bis zu seinem Tod 1938 diente. Zusammen mit seinem Bruder Edward machte er der Schule viele Geschenke:
- den Fahnenmast (1924)
- Haus Thornhill (1924) (heute Johnson's House)
- Johnson's Hall (1936) (jetzt Johnson's Library)
- das Sanatorium (1938)
- Park Grange und das umgebende Anwesen (1946)

Higgs-Walker leitete die Schule, bis ihn L. C. Taylor 1956 ablöste.

## Akademische Leistungen
Die Schule erreichte besonders im akademischen Bereich hervorragende Ergebnisse. Dank der Neubeurteilung des Internationalen Baccalaureats durch den UCAS rangiert Sevenoaks beständig an der Spitze der landesweiten Schultabelle. Laut der Tabelle der Times erreichte sie 2007 den 1. Platz im Vereinigten Königreich der A-Level- und IB-Schulen mit einem Durchschnitt von 618,9 UCAS-Punkten pro Schüler. Auch The Independent setzte die Sevenoaks School 2004 anhand von UCAS-Punkten auf den ersten Platz. Die Financial Times platzierte sie in ihrer Tabelle mit einer FT Punktzahl von 1,18 auf dem 2. Platz. 2008 erreichten neun Schüler die Höchstpunktzahl von 45 im IB. Insgesamt erreichten weltweit nur 72 von 35.000 Schülern diese Note.

## Einrichtungen
Die Einrichtungen sind größtenteils modern und nur drei Gebäude sind vor dem 20. Jahrhundert erbaut worden – das „Old School House“ (im frühen 18. Jahrhundert erbaut und angeblich von Lord Burlington konstruiert), das „Old Gymnasium“ und „Cottage Blocks“ (beide spätes 19. Jahrhundert).
Des Weiteren hat die Schule eine umfassende Bibliothek (The Johnson Library) mit über 25.000 Büchern in der „Old Assembly Hall“ aus den 1930er Jahren, eine Leichtathletikbahn, ein Indoor-Tenniscenter, eine Aula (The Aisher Hall) und ein Theater (Sackville Theatre).
Am 10. März 2005 wurde ein 9 Mio. £ (ca. 9,8 Mio. Euro) teures Sport Center („Sennocke Centre“) eröffnet, das drei Tennisplätze, Squashplätze, eine riesige Sporthalle, eine Schwimmhalle, ein Tanzstudio, ein Fitnesscenter und eine Kletterwand beinhaltet.
Das Haupt-Schulgelände ist nahe zum Zentrum von Sevenoaks gelegen, überbrückt durch die Tonbridge Road.

## Wohnhäuser
Es gibt insgesamt sieben Wohnhäuser:
- School House (1432), Jungenhaus
- Johnsons (1924), Jungenhaus
- Park Grange (1946), Mädchenhaus
- International Centre (1964), Jungenhaus
- Girls' International House (1983), Mädchenhaus
- Sennocke (1985), Mädchenhaus
- Lambards, Jungen- und Mädchenhaus

## Knole Run
Jeden Januar veranstaltet die Schule den jährlichen Knole-Lauf, einen Geländelauf über 9,5 km im Park des Internats. Schulmannschaften aus ganz England messen sich in diesem Lauf, der oft trotz Matsch und Regen durchgeführt wird. Der Rekordhalter ist Ollie Freeman, ein englischer Triathlet, der bis 2004 die Tonbridge School besuchte.
Der Lauf wurde bekannt als der inoffizielle Schulwettbewerb für Geländerennen. Teilnehmende Schulen kommen aus dem ganzen Land, Schottland und gelegentlich aus dem Ausland, wie zum Beispiel aus Parma (Italien). Außerdem gibt es einen Knole-Lauf für jüngere Schüler, der normalerweise Anfang Dezember stattfindet.

## Weitere Freizeitmöglichkeiten
In Seglerkreisen ist die Schule ebenfalls sehr bekannt. Sie gehört beständig zu den besten Teams der Welt auf Schulebene, besiegt aber auch häufig Universitäts-Teams. Eine Segelmannschaft der Schule gewann erst kürzlich das „Rondar Shield for International Schools Team Racing“ und den englischen Mannschaftswettbewerb.
Die Hauptsportarten für Jungen sind Rugby, Fußball und Cricket, des Weiteren werden auch Cross-Country, Hockey, Leichtathletik, Tennis, Schwimmen, Golf und Wasserball angeboten.
Außerdem gibt es für die Schüler Möglichkeiten, in einer Theatergruppe mitzumachen, Unterricht in zahlreichen Instrumenten zu nehmen oder sich an Kunstkursen (Film, Fotografie, Bildhauerei) zu beteiligen.

## Bekannte Schüler und Absolventen
Ehemalige Schüler sind als Old Sennockians bekannt.
- William Caxton (1422–1491), (vielleicht), Buchdrucker
- John Frith, Märtyrer und Übersetzer des Neuen Testaments
- George Grote, Althistoriker
- Henry Hardinge, 1. Viscount Hardinge, Feldmarschall und Staatsmann
- Sarah Harrison, investigative Journalistin, Mitarbeiterin von WikiLeaks
- Oliver Taplin, Professor
- Jonathan Bate, Professor
- Ian Walker, olympischer Segler
- Chris Tavaré, englischer Cricketspieler (jetzt Englischlehrer an der Schule)
- Paul Downton, englischer Cricketspieler
- Mathew Peat, Dirigent
- Emma Johnson, internationale Konzertklarinettistin
- Glen Inanga, internationaler Konzertpianist
- Plum Sykes, Autor
- Emma Hope, Schuhdesignerin
- Charlie Higson, Komödiant und Autor
- Robbie Swift, Windsurfer
- Thomas Heatherwick, Designer
- Paul Greengrass, Direktor und Filmemacher
- Andy Gill und Jon King, Musiker
- Tom Greenhalgh, Kevin Lycett und Mark White, Musiker (Mekons)
- Timothy Laurence, Vizeadmiral und Ehemann von Prinzessin Anne
- Ben Summerskill, Lobbyist
- Jonael Schickler, Philosoph
- Clive Dunn, Schauspieler
- Daniel Day-Lewis, Schauspieler
- Prinz Amedeo von Belgien, Enkel des belgischen Königs Albert II.
- Simon Starling (* 1967), 2005 Gewinner des Turner Prize
- Mihir Bajoria, Philanthropist und Kunstsammler
- Nigel Warburton, Schriftsteller und Studienrat in Philosophie
- Oliver Stephan, Musiker Stimulators
- Prinzessin Luisa Maria von Belgien, Enkelin des belgischen Königs Albert II.